# Moslavačka Slatina
Moslavačka Slatina est un village de la municipalité de Popovača (comitat de Sisak-Moslavina) en Croatie. Au recensement de 2011, le village comptait 72 habitants.